# Pseudobartsia yunnanensis
Pseudobartsia es un género monotípico de plantas fanerógamas perteneciente a la familia Orobanchaceae, anteriormente clasificada en  Scrophulariaceae. Su única especie: Pseudobartsia yunnanensis, es originaria de China.

## Descripción
Son plantas anuales, que alcanzan un tamaño de 8-13 cm de altura, densamente con pelos glandulares multicelulares. Tallos erectos o ascendentes, simples, delgados. Hojas inferiores pequeñas, ovado-orbiculares, 3-lobulado profundamente a 3 separados-. Pecíolo de las hojas medias y altas de 1 mm; Limbo de 4-6 mm, 3-partido, segmento medio lineal oblanceolado. Racimos con varias flores distantes; brácteas similares a las hojas. Pedúnculo corto. Cáliz acampanado, de 3,5 mm; lóbulos lineal. Corola amarilla, de 4 mm; labio inferior lóbulos obovadas-orbicular; labio superior recto, ápice redondeado. Peludo ovario.  Cápsula oblonga, comprimida, más corta que el cáliz, hirsuta, ápice emarginada, con el estilo persistente. Las semillas de color marrón, elipsoide, diminutas. Fl.octubre.

## Distribución y hábitat
Se encuentra en los bosques; a una altitud de 2300 metros en Yunnan (Songming Xian).

## Taxonomía
Pseudobartsia yunnanensis fue descrita por De Yuan Hong y publicado en Flora Reipublicae Popularis Sinicae 67(2): 388, 406 (addenda), pl. 105. 1979.